# София Елизабет фон Изенбург-Бюдинген
София Елизабет фон Изенбург-Бюдинген-Бирщайн (на немски: Sophie Elizabeth von Isenburg-Büdingen-Birstein; * 10 юли 1650, Офенбах на Майн; † 3 септември 1692, Тиргартен при Бюдинген) е графиня от Изенбург-Бюдинген-Бирщайн-Офенбах и чрез женитба графиня на Изенбург-Бюдинген в Изенбург (1685 – 1692).

## Произход
Тя е дъщеря на граф Йохан Лудвиг фон Изенбург-Бюдинген (1622 – 1685) и втората му съпруга принцеса Луиза фон Насау-Диленбург (1623 – 1685), дъщеря на княз Лудвиг Хайнрих фон Насау-Диленбург († 1662) и първата му съпруга графиня Катарина фон Сайн-Витгенщайн (1588 – 1651), дъщеря на граф Лудвиг I фон Сайн-Витгенщайн (1532 – 1605) и Елизабет фон Золмс-Лаубах (1549 – 1599). Баща ѝ се жени трети път 1666 г. за Мария Юлиана Билген († 1677), която получава титлата „фрайфрау фон Айзенберг“.
София Елизабет умира на 3 септември 1692 г. в Тиргартен при Бюдинген на 42 години и е погребана в Бюдинген.

## Фамилия
София Елизабет се омъжва на 12 април 1685 г. в Офенбах на Майн за граф Йохан Казимир фон Изенбург-Бюдинген (* 10 юли 1660; † 23 септември 1693), син на Йохан Ернст фон Изенбург-Бюдинген (1625 – 1673) и съпругата му графиня Мария Шарлота фон Ербах-Ербах (1631 – 1693). Те имат осем деца:
- Ернст Лудвиг (* 20 февруари 1684, Бюдинген; † 14 март 1685, Бюдинген)
- Йохан Ернст II (* 3 април 1685, Бюдинген; † 31 май 1708, Бюдинген от едра шарка)
- Филип Ернст (* 23 април 1686, Бюдинген; † 30 октомври 1705, Баден от едра шарка)
- Ернст Казимир I фон Изенбург-Бюдинген-Бюдинген (* 12 май 1687, Бюдинген; † 15 октомври 1749, Кристиненхоф, Бюдинген), женен на 8 август 1708 г. в Гедерн за графиня Кристина Елеанора фон Щолберг-Гедерн (1692 – 1745)
- Ернестина Шарлота (* 18 юли 1688, Меерхолц; † 8 декември 1688, Меерхолц)
- Вилхелм Ернст (* 22 октомври 1689, Бюдинген; † 14 юни 1698, Франкфурт на Майн)
- Ернестина Луиза (* 25 септември 1690, Бюдинген; † 17 януари 1720, Бюдинген)
- Албертина Ернестина (* 25 август 1692, Тиргартен, Бюдинген; † 11 юни 1724, Вехтерсбах), омъжена на 28 май 1713 г. в Бюдинген за граф Фердинанд Максимилиан II фон Изенбург-Вехтерсбах (1692 – 1755)